# ポリマンヌロン酸ヒドロラーゼ
ポリマンヌロン酸ヒドロラーゼ(Polymannuronate hydrolase, EC 3.2.1.121)は、系統名をポリ(マンヌロニド) マンヌロノヒドロラーゼという酵素である。以下の化学反応を触媒する。
ポリマンヌロン酸のD-マンヌロニド結合をエンド型で加水分解する。
ポリマンヌロン酸の共重合体であるアルギン酸には作用しない。